# تاکامیچی کوبایاشی
تاکامیچی کوبایاشی (انگلیسی: Takamichi Kobayashi؛ زادهٔ ۳ ژانویهٔ ۱۹۷۹) بازیکن فوتبال اهل ژاپن است.
از باشگاه‌هایی که در آن بازی کرده‌است می‌توان به باشگاه فوتبال آلبیرکس نیگاتا اشاره کرد.